# Clubiona caliginosa
Clubiona caliginosa är en spindelart som beskrevs av Simon 1932. Clubiona caliginosa ingår i släktet Clubiona och familjen säckspindlar.
Artens utbredningsområde är Tyskland. Inga underarter finns listade i Catalogue of Life.